# 绍圣通宝
绍圣通宝是北宋宋哲宗紹聖年間（1094年）發行的圓形方孔錢，绍圣通宝分為銅錢和鐵錢兩種，銅制貨幣上的年號用楷體書寫，直徑為2.35釐米，重量為3克。绍圣通宝钱文对读，书体有篆书，行书，隶书几种。绍圣年间还铸有绍圣元宝和绍圣重宝。